# Линдун
Линдун (кит. упр. 岭东, пиньинь Lǐngdōng) — район городского подчинения городского округа Шуанъяшань провинции Хэйлунцзян (КНР). Название района в переводе означает «восточнее горного хребта Чуханьлин», и связано с тем, что при создании района его правление размещалось к востоку от хребта.

## История
Сначала эти земли входили в состав уезда Фуцзинь (富锦县), в 1946 году были переданы в состав уезда Цзисянь (集贤县). В 1947 году здесь разместилось управление Шуанъяшаньских горных разработок (в 1949 перебравшееся на территорию современного района Цзяньшань). В июле 1954 года был образован Шуанъяшаньский горнодобывающий район (双鸭山矿区), в 1956 году решением Госсовета КНР преобразованный в городской уезд. В 1966 году Шуанъяшань был поднят в статусе до городского округа, а в 1980 году было введено деление Шуанъяшаня на 5 районов, среди которых были районы Линси (岭西区; «западнее хребта Чуханьлин») и Линдун. В ноябре 1987 года решением Госсовета КНР районы Линси и Линдун были объединены в район Линдун.

## Административное деление
Район Линдун делится на 6 уличных комитетов (в городе Шуанъяшань) и 1 волость.
| № | Название | Название (кит.) | Статус          | Население чел. (2010) | На карте                         |
| - | -------- | --------------- | --------------- | --------------------- | -------------------------------- |
| 1 | Наньшань | 南山街道办事处  | уличный комитет | 12507                 | 46°34′12″ с. ш. 131°08′12″ в. д. |
| 2 | Бэйшань  | 北山街道办事处  | уличный комитет | 8259                  | 46°34′12″ с. ш. 131°08′12″ в. д. |
| 3 | Чжуншань | 中山街道办事处  | уличный комитет | 8237                  | 46°34′12″ с. ш. 131°08′12″ в. д. |
| 4 | Чжунсинь | 中心街道办事处  | уличный комитет | 6647                  | 46°34′12″ с. ш. 131°08′12″ в. д. |
| 5 | Сишань   | 西山街道办事处  | уличный комитет | 4978                  | 46°34′12″ с. ш. 131°08′12″ в. д. |
| 6 | Чаншэн   | 长胜乡          | волость         | 3261                  | 46°37′18″ с. ш. 131°10′30″ в. д. |
| 7 | Дуншань  | 东山街道办事处  | уличный комитет | 2804                  | 46°34′12″ с. ш. 131°08′12″ в. д. |

## Соседние административные единицы
Район Линдун на севере граничит с районами Цзяньшань и Сыфантай, на востоке — с районом Баошань, на юго-востоке — с уездом Баоцин, на северо-западе — с уездом Цзисянь, на юго-западе — с городским округом Цзямусы.